# Czereśnia (Cieszanów)
Czereśnia  (także Czereśnie) – część miasta Cieszanowa, w południowo-wschodniej Polsce, położona w województwie podkarpackim, w powiecie lubaczowskim.
Rozpościera się w południowej części miasta, w rejonie ulicy o nazwie Czereśnie.